# ان‌جی‌سی ۴۳۰۹
ان‌جی‌سی ۴۳۰۹ کهکشانی لنز مانند است که در صورت فلکی سنبله(دوشیزه) قرار دارد.